# Joelinton
Joelinton Cassio Apolinário de Lira, né le 14 août 1996 à Aliança, est un footballeur international brésilien. D'abord formé en tant qu'attaquant, il redescend sur le terrain et se positionne désormais en tant que milieu de terrain relayeur au Newcastle United.

## Biographie
Il quitte le SC Recife en juin 2015 et s'engage en Allemagne à Hoffenheim. Il ne joue qu'un seul match pour sa première saison en Europe et est prêté durant l'été 2016 au Rapid Vienne pour une durée de deux ans. De retour au club, il fait une saison pleine et marque onze buts en trente-cinq matchs toutes compétitions confondues.
En 2019, il signe au Newcastle United et devient le transfert le plus cher de l'histoire du club de l'époque.

## Statistiques
| Saison                | Club                  | Championnat           | Championnat | Championnat | Championnat | Coupe nationale | Coupe nationale | Coupe nationale | Coupe de la Ligue | Coupe de la Ligue | Coupe de la Ligue | Compétition(s) continentale(s) | Compétition(s) continentale(s) | Compétition(s) continentale(s) | Compétition(s) continentale(s) | Ligue régionale | Ligue régionale | Ligue régionale | Total | Total | Total |
| Saison                | Club                  | Division              | M.          | B.          | P.d.        | M.              | B.              | P.d.            | M.                | B.                | P.d.              | Comp.                          | M.                             | B.                             | P.d.                           | M.              | B.              | P.d.            | M.    | B.    | P.d.  |
| 2014                  | SC Recife             | Serie A               | 7           | 2           | 0           | 1               | 0               | 0               | -                 | -                 | -                 | -                              | -                              | -                              | -                              | 1               | 0               | 0               | 9     | 2     | 0     |
| 2015                  | SC Recife             | Serie A               | 5           | 1           | 0           | 5               | 1               | 0               | -                 | -                 | -                 | -                              | -                              | -                              | -                              | 20              | 3               | 0               | 30    | 5     | 0     |
| Sous-total            | Sous-total            | Sous-total            | 12          | 3           | 0           | 6               | 1               | 0               | -                 | -                 | -                 | -                              | -                              | -                              | -                              | 21              | 3               | 0               | 39    | 7     | 0     |
| 2015-2016             | 1899 Hoffenheim       | Bundesliga            | 1           | 0           | 0           | -               | -               | -               | -                 | -                 | -                 | -                              | -                              | -                              | -                              | -               | -               | -               | 1     | 0     | 0     |
| 2018-2019             | 1899 Hoffenheim       | Bundesliga            | 28          | 7           | 5           | 2               | 3               | 0               | -                 | -                 | -                 | C1                             | 5                              | 1                              | 1                              | -               | -               | -               | 35    | 11    | 6     |
| Sous-total            | Sous-total            | Sous-total            | 29          | 7           | 5           | 2               | 3               | 0               | -                 | -                 | -                 | -                              | 5                              | 1                              | 1                              | -               | -               | -               | 36    | 11    | 6     |
| 2016-2017             | Rapid Vienne (prêt)   | Bundesliga            | 33          | 8           | 3           | 5               | 3               | 0               | -                 | -                 | -                 | C3                             | 10                             | 2                              | 1                              | -               | -               | -               | 48    | 13    | 4     |
| 2017-2018             | Rapid Vienne (prêt)   | Bundesliga            | 27          | 7           | 1           | 4               | 1               | 0               | -                 | -                 | -                 | -                              | -                              | -                              | -                              | -               | -               | -               | 31    | 8     | 1     |
| Sous-total            | Sous-total            | Sous-total            | 60          | 15          | 4           | 9               | 4               | 0               | -                 | -                 | -                 | -                              | 10                             | 2                              | 1                              | -               | -               | -               | 79    | 21    | 5     |
| 2019-2020             | Newcastle             | Premier League        | 38          | 2           | 2           | 6               | 2               | 2               | -                 | -                 | -                 | -                              | -                              | -                              | -                              | -               | -               | -               | 44    | 4     | 4     |
| 2020-2021             | Newcastle             | Premier League        | 31          | 4           | 2           | 1               | 0               | 0               | 4                 | 2                 | 1                 | -                              | -                              | -                              | -                              | -               | -               | -               | 36    | 6     | 3     |
| 2021-2022             | Newcastle             | Premier League        | 35          | 4           | 1           | 1               | 0               | 0               | 1                 | 0                 | 0                 | -                              | -                              | -                              | -                              | -               | -               | -               | 37    | 4     | 1     |
| 2022-2023             | Newcastle             | Premier League        | 32          | 6           | 2           | 1               | 0               | 0               | 7                 | 2                 | 0                 | -                              | -                              | -                              | -                              | -               | -               | -               | 40    | 8     | 2     |
| 2023-2024             | Newcastle             | Premier League        | 21          | 2           | 1           | -               | -               | -               | 2                 | 0                 | 2                 | C1                             | 4                              | 1                              | 0                              | -               | -               | -               | 27    | 3     | 3     |
| 2024-2025             | Newcastle             | Premier League        | 29          | 4           | 1           | 2               | 0               | 0               | 6                 | 0                 | 0                 | -                              | -                              | -                              | -                              | -               | -               | -               | 37    | 4     | 1     |
| 2025-2026             | Newcastle             | Premier League        | 1           | 0           | 0           | -               | -               | -               | -                 | -                 | -                 | C1                             | -                              | -                              | -                              | -               | -               | -               | 1     | 0     | 0     |
| Sous-total            | Sous-total            | Sous-total            | 186         | 22          | 9           | 11              | 2               | 2               | 20                | 4                 | 4                 | -                              | 4                              | 1                              | 0                              | -               | -               | -               | 221   | 29    | 15    |
| Total sur la carrière | Total sur la carrière | Total sur la carrière | 287         | 47          | 18          | 28              | 10              | 2               | 20                | 4                 | 4                 | -                              | 19                             | 4                              | 2                              | 21              | 3               | 0               | 375   | 68    | 26    |

### En sélection nationale
| Saison                | Sélection             | Phases finales        | Phases finales | Phases finales | Phases finales | Éliminatoires CDM | Éliminatoires CDM | Éliminatoires CDM | Matchs amicaux | Matchs amicaux | Matchs amicaux | Total | Total | Total |
| Saison                | Sélection             | Compétition           | M              | B              | Pd             | M                 | B                 | Pd                | M              | B              | Pd             | M     | B     | Pd    |
| --------------------- | --------------------- | --------------------- | -------------- | -------------- | -------------- | ----------------- | ----------------- | ----------------- | -------------- | -------------- | -------------- | ----- | ----- | ----- |
| 2022-2023             | Brésil                | -                     | -              | -              | -              | -                 | -                 | -                 | 2              | 1              | 0              | 2     | 1     | 0     |
| 2023-2024             | Brésil                | -                     | -              | -              | -              | 3                 | 0                 | 0                 | -              | -              | -              | 3     | 0     | 0     |
| 2024-2025             | Brésil                | -                     | -              | -              | -              | 2                 | 0                 | 0                 | -              | -              | -              | 2     | 0     | 0     |
| Total sur la carrière | Total sur la carrière | Total sur la carrière | -              | -              | -              | 5                 | 0                 | 0                 | 2              | 1              | 0              | 7     | 1     | 0     |

## Palmarès
Il remporte en 2014 le Championnat du Pernambuc et la Copa do Nordeste avec le SC Recife.
Sous les couleurs du Rapid Vienne, il est finaliste de la Coupe d'Autriche en 2017.
Avec Newcastle United il est vainqueur de la Coupe de la Ligue en 2025 après avoir été finaliste en 2023.